# Heidi Preuss
Pour les articles homonymes, voir Preuss.
Heidi Preuss, née le 18 mars 1961 à Lakeport dans le New Hampshire, est une skieuse alpine américaine.

## Résultats sportifs

### Coupe du monde
- Résultat au classement général : 18e en 1979. : 12e en 1980. : 30e en 1981. : 50e en 1982. : 64e en 1983.

### Jeux olympiques d'hiver
- Lake Placid 1980 descente: 4e.